# 4Kings
Der E-Sport-Clan 4Kings (kurz 4K) wurde 1997 gegründet und war damit einer der ersten professionellen Clans. Über viele Jahre hinweg galt 4Kings als der britische Vorzeigeclan. Er wurde von der 4K UK Ltd betrieben, Manager war Toby Aldridge.
4K ist vor allem durch sein Warcraft-III-Team bekannt geworden, welches viermal die ESL WC3L Series gewonnen hat. Ende 2007 wurde die Sektion, bei der Spieler wie Manuel „Grubby“ Schenkhuizen und Yoan „ToD“ Merlo unter Vertrag standen, aufgrund finanzieller Probleme aufgelöst.
Nachdem 4Kings sechs Jahre lang von dem Prozessorhersteller Intel gesponsert wurde, wurde 2008 mit Packard Bell ein neuer Hauptsponsor präsentiert. Seitdem lag der Schwerpunkt des Clans noch stärker auf Großbritannien. Juli 2008 markierte die Verpflichtung einer finnischen Counter-Strike-Mannschaft den Beginn der Rückkehr auf den globalen Markt. Später wechselte auch ein erfolgreiches niederländisches Counter-Strike:Source-Team zu 4Kings.
Die weitere Entwicklung war von wiederholten Rückschlägen geprägt, Packard Bell sprang als Geldgeber ab. Immer mehr Mannschaften zerfielen oder verließen den Clan. Daraufhin wurde das Management Ende 2009 komplett ausgewechselt, danach war der Schwede Andreas „Fisk“ Johansson für den einstigen Traditionsclan verantwortlich. Er plante einen vollständigen Neuanfang und möchte dabei an frühere Erfolge anknüpfen.
Die Webseite four-kings.com wird seit Ende 2013 nicht mehr betrieben. Der Clan zeigt seither keine Aktivität mehr.

## Wichtige Spieler (Auszug)

### Warcraft III
- Dae Hui „FoV“ Cho (2004–2006)
- Manuel „Grubby“ Schenkhuizen (2004–2007)
- Yoan „ToD“ Merlo (2004–2007)
- Olav „Creolophus“ Undheim (2006–2007)

## Erfolge (Auszug)

### Counter-Strike
- World e-Sports Games 2005 Season 1: 2. Platz
- World e-Sports Games 2005 Season 2: 3. Platz
- WSVG Intel Summer Championships 2006: 4. Platz

### Warcraft III
- vierfacher WC3L-Meister (Seasons IV, VII, VIII, X)
- Electronic Sports World Cup 2004: 1. Platz – Dae Hui „FoV“ Cho
- World Cyber Games 2004: 1. Platz – Manuel „Grubby“ Schenkhuizen
- Electronic Sports World Cup 2005: 1. Platz – Manuel „Grubby“ Schenkhuizen
- World Cyber Games 2005: 3. Platz – Manuel „Grubby“ Schenkhuizen
- Electronic Sports World Cup 2006: 2. Platz – Ivica „Zeus[19]“ Markovic
- World Cyber Games 2006: 2. Platz – Yoan „ToD“ Merlo
- World Series of Video Games 2006: 1. Platz – Manuel „Grubby“ Schenkhuizen
- ESL Intel Extreme Masters I: 1. Platz – Yoan „ToD“ Merlo
- Electronic Sports World Cup 2007: 2. Platz – Olav „Creolophus“ Undheim
- World Cyber Games 2007: 1. Platz – Olav „Creolophus“ Undheim

### Painkiller
- CPL World Tour Finals 2005: Top 24 – David „Zaccubus“ Treacy